# Hypericum gracilipes
Hypericum gracilipes är en johannesörtsväxtart som beskrevs av Otto Stapf och C. E. C. Fischer. Hypericum gracilipes ingår i släktet johannesörter, och familjen johannesörtsväxter. Inga underarter finns listade i Catalogue of Life.